# Wilhelm Anton Michael von Attems-Petzenstein
Wilhelm Anton Michael Graf von Attems-Petzenstein, avstrijski general, * 5. januar 1848, † 17. maj 1916.

## Življenjepis
1. oktobra 1909 je bil upokojen ter bil nato 10. junija 1912 povišan v naslovnega podmaršala. V začetku prve svetovne vojne je bil reaktiviran in bil oktobra 1914 imenovan za poveljnika 56. pehotne divizije. Slednja je bila konec decembra 1914 preoblikovana v 128. deželnojurišno pehotno brigado in bil 21. decembra 1914 povišan v stalnega podmaršala. Na poveljniškemu položaju je ostal le do januarja 1915.

## Pregled vojaške kariere
Napredovanja
- generalmajor: 1. maj 1908 (z dnem 18. majem 1908)
- naslovni podmaršal: 10. junij 1912
- stalni podmaršal: 21. december 1914